# Тунджай Каракая
Тунджай Каракая (тур. Tuncay Karakaya; нар. 1 жовтня 1989, Коркут, провінція Муш, Туреччина) — турецький голболіст, гравець класу В1, паралімпієць.

## Спортивна кар'єра
Член спортивного клубу з голболу в Анкарі, Каракая грав у збірній Туреччини на літніх Паралімпійських іграх 2012 року, які стали бронзовими призерами. Також взяв участь у Паралімпійських іграх 2016 року та 2020 року.